# Ha Ha Land
Ha Ha Land (v anglickém originále Haw-Haw Land) je 10. díl 29. řady (celkem 628.) amerického animovaného seriálu Simpsonovi. Scénář napsali Tim Long a Miranda Thompsonová a díl režíroval Bob Anderson. V USA měl premiéru dne 7. ledna 2018 na stanici Fox Broadcasting Company a v Česku byl poprvé vysílán 12. března 2018 na stanici Prima Cool.

## Děj
Jednoho deštivého dne se rodina Simpsonových vydá na konferenci STEM, kde se Líza seznámí s Brendanem, do něhož se zamiluje. Brendon ve škole vyzraje na šikanátory a setká se zde s bývalém přítelem Lízy, Nelsonem, který se ji snaží získat zpět mj. ve zmrzlinářství. Líza je tedy v rozpacích, kterého ze dvou kluků si má vybrat.
Mezitím Bart objeví svůj chemický talent poté, co na konferenci prováděl chemické pokusy. Doma zkouší další pokusy s Milhousem na svém domku na stromě. Homer a Marge si o něj dělají starosti.
Rodina se vydává na Školní přehlídku talentů, kde Bart předvede po Nelsonovém a Brendanovém vystoupení chemický experiment. Nelson je po celou dobu vypískán, zatímco Brendanovi se daří. Je však diskvalifikován za to, že bydlí mimo okrsek Spingfieldské základní školy, kvůli čemuž musí být přeložen na jinou školu. Poté, co se Brendan nadobro rozloučí s Lízou, jí Nelson řekne, že je ve výsledku vlastně rád, že si jej nevybrala. Líza tedy skončí sama a zjistí, že je vlastně spokojená. Když Bart zahájí svůj experiment, dorazí policie, aby ho zatkla za pokus o otravu. Marge se zprvu rozporuplně rozhodne Bartovi věřit a asistuje mu při onom pokusu, při němž vznikne pozoruhodný vizuální efekt. Následně se Willie přizná, že se pokusil ředitele Skinnera zavraždit on. Když se Marge a Bart obejmou, Bart přizná, že se Marge obávat měla, neboť je následně škola vysklena a naplněna růžovou pěnou.
V závěrečné scéně se Marge omlouvá divákům s tím, že tento díl měl parodovat Moonlight, nikoli La La Land.

## Přijetí

### Sledovanost
Ha Ha Land sledovalo 6,95 milionu diváků a dosáhl ratingu 2,8, čímž se stal nejsledovanějším pořadem toho večera na stanici Fox.

### Kritika
Dennis Perkins z The A.V. Clubu udělil této epizodě hodnocení C+ a prohlásil: „Přiřadit epizodu Simpsonových přímo k určitému popkulturnímu cíli vyžaduje mnohem větší představivost, než jsme mohli vidět v Ha Ha Landu. Název, který obsahuje Nelsonovu hlášku, je chytře vymyšlený, protože školní rváč a někdejší milenec Lízy Simpsonové tvoří jeden z bodů milostného trojúhelníku epizody. Ale pokud se chystáte natočit parodii na opulentní hollywoodský muzikálový milostný příběh, musíte do toho dát mnohem více než v tomto případě.“
Kritik Tony Sokol z webu Den of Geek dal dílu tři a půl hvězdičky z pěti a napsal: „Margin přirozený detektor lži by se spustil, kdybych napsal, že se mi tento díl líbil. Byla milá a předvídatelná, ale gagy si udržovaly stabilní tempo a moc nevyčnívaly. Bartův poslední veřejný experiment alespoň dokazuje, že matčina důvěra byla mylná, což je solidní podvratná akce.“